# Victoriano Guisasola y Rodríguez
Victoriano Guisasola y Rodríguez (Oviedo, 11 de agosto de 1821 - Santiago de Compostela, 20 de enero de 1888) fue un clérigo español, del hábito de Santiago.

## Biografía

### Obispo de Teruel
Obispo de Teruel (1874-1876).    

### Obispo titular de Dora
Nombrado primer Obispo titular de Dora y Prior de la nueva Prelatura Nullius de las órdenes militares, con sede en Ciudad Real el 29 de septiembre de 1876, tomando posesión de la misma el 28 de mayo de 1877, en la que entró solemnemente el 17 de junio. 

#### Obispado
Como primer obispo prior, hubo de hacer frente a la organización de esta nueva jurisdicción, carente de todo. 
Se preocupó de la restauración de la iglesia prioral, de la construcción de un palacio episcopal y de la erección de un seminario, haciendo efectiva esta última el 7 de julio de 1878, aunque las obras del nuevo edificio no comenzaron hasta 1882. 

#### Renuncia
Sin embargo, las condiciones bajo las que se había creado la nueva prelatura hicieron surgir graves problemas con el Estado a través del Consejo de Órdenes, que lo llevaron a renunciar al obispado.   

### Obispo de Orihuela
El 27 de marzo de 1882 fue preconizado obispo de Orihuela, diócesis en la que entró solemnemente el 18 de julio siguiente, dedicándose durante cuatro años a las visitas pastorales, la formación del clero y el ejercicio de la predicación.  
Posteriormente fue Arzobispo de Santiago de Compostela (1886-1888) hasta su fallecimiento. 

## Sucesión
| Predecesor: Francisco de Paula Jiménez y Muñoz                      | Obispo de Teruel 1874-1876                                                      | Sucesor: Francisco de Paula Moreno y Andreu           |
| Predecesor: Él mismo, como Prelado Nullius de las Órdenes Militares | Obispo titular de Dora y Prior de las Órdenes Militares (Ciudad Real) 1876-1882 | Sucesor: Antonio María Cascajares y Azara             |
| Predecesor: Pedro María Cubero y López de Padilla                   | Obispo de Orihuela 1882-1886                                                    | Sucesor: Juan Maura y Gelabert                        |
| Predecesor: Miguel Payá y Rico                                      | Arzobispo de Santiago de Compostela 1886-1888                                   | Sucesor: José María Martín de Herrera y de la Iglesia |